# میهو میاهارا
میهو میاهارا (انگلیسی: Miho Miyahara؛ متولد ۳ سپتامبر ۱۹۹۶) کاراته کا ژاپنی است. در سال ۲۰۱۸، او هم در مسابقات کاراته قهرمانی جهان ۲۰۱۸ و هم درمسابقات کاراته قهرمانی آسیا ۲۰۱۸، در کومیته ۵۰ کیلوگرم زنان قهرمان شد.
وی قرار است به عنوان نماینده ژاپن در بازیهای المپیک تابستانی ۲۰۲۰ در توکیو، ژاپن در کاراته رقابت کند.

## حرفه
وی در مسابقات کاراته قهرمانی جهان ۲۰۱۶ که در لینتس، اتریش برگزار شد، در وزن ۵۰ کیلوگرم زنان مدال نقره را از آن خود کرد.
وی در مسابقات جهانی ۲۰۱۷ در وروتسواو، لهستان مدال نقره را در کومیته ۵۰ کیلوگرم زنان به دست آورد. در بازی نهایی، او در برابر الکساندرا ریکیا از فرانسه شکست خورد.
در مسابقات کاراته قهرمانی آسیا ۲۰۱۸ که در امان، اردن برگزار شد، او در کومیته ۵۰ کیلوگرم زنان برنده مدال طلا شد. چند روز بعد، وی در مسابقات کاراته قهرمانی دانشگاهی جهان ۲۰۱۸ که در کوبه ژاپن برگزار شد، در کومیته ۵۰ کیلوگرم زنان مدال طلا را از آن خود کرد. یک ماه بعد، در بازی‌های آسیایی ۲۰۱۸ که در جاکارتا اندونزی برگزار شد، در کومیته ۵۰ کیلوگرم زنان برنده یکی از مدال‌های برنز شد.
وی در مسابقات کاراته قهرمانی آسیا ۲۰۱۹ که در تاشکند ازبکستان برگزار شد، در کومیته ۵۰ کیلوگرم زنان مدال نقره را بدست آورد. وی در بازی نهایی، در برابر باکرینیسو بابائوا از ازبکستان شکست خورد.

## دستاوردها
| سال  | رقابت                | محل              | رتبه بندی | رویداد            |
| ---- | -------------------- | ---------------- | --------- | ----------------- |
| ۲۰۱۶ | قهرمانی جهان         | لینتس، اتریش     | دوم       | کومیته ۵۰ کیلوگرم |
| ۲۰۱۷ | بازی‌های جهانی        | وروتسواو، لهستان | دوم       | کومیته ۵۰ کیلوگرم |
| ۲۰۱۸ | مسابقات قهرمانی آسیا | امان، اردن       | یکم       | کومیته ۵۰ کیلوگرم |
| ۲۰۱۸ | بازی‌های آسیایی       | جاکارتا، اندونزی | سوم       | کومیته ۵۰ کیلوگرم |
| ۲۰۱۸ | قهرمانی جهان         | مادرید، اسپانیا  | یکم       | کومیته ۵۰ کیلوگرم |
| ۲۰۱۹ | مسابقات قهرمانی آسیا | تاشکند، ازبکستان | دوم       | کومیته ۵۰ کیلوگرم |